# Hoàng đế Nga
Hoàng đế của Toàn Nga hoặc Sa hoàng Nga (tiếng Nga: (cải cách năm 1918) Императоръ Всероссійскій, Императрица Всероссійская, (chính tả hiện đại) Император Всероссийский, Императрица всероссийская, Imperator Vserossiyskiy, Imperatritsa Vserossiyskaya) là hoàng đế chuyên chế và sau đó là lập hiến của Đế quốc Nga.
Chức vụ này được tạo ra liên quan đến chiến thắng trong Đại chiến Bắc Âu và xuất hiện như là sự áp dụng tước hiệu của Sa hoàng dưới hệ thống tiêu chuẩn được chấp nhận ở châu Âu. Hậu tố "của toàn Nga" đã được chuyển đổi từ phiên bản trước "Sa hoàng Nga".

## Tước vị
Điều 1 của Luật cơ bản của Đế quốc Nga tuyên bố rằng "Hoàng đế của toàn Nga là một quốc vương không hạn chế và độc đoán. Để tuân theo thẩm quyền tối cao của mình, không chỉ vì sợ hãi nhưng vì lương tâm nữa, chính là do Thiên Chúa trao sứ mệnh". Điều 1 quy định rằng Nga có chế độ quân chủ không hạn chế.
Danh hiệu đầy đủ của hoàng đế trong thế kỷ 20 (Điều 37 của Luật cơ bản) là:
Điều 1 của Luật cơ bản Đế quốc Nga đã tuyên bố rằng "Hoàng đế toàn nước Nga là một vị vua độc đoán và không bị hạn chế. Để tuân theo chính quyền tối cao của mình, không chỉ vì sợ hãi mà còn vì lương tâm, Thiên Chúa ra lệnh". Bài báo chỉ ra thực tế rằng Nga có chế độ quân chủ không hạn chế.
Tên đầy đủ của hoàng đế trong thế kỷ 20 (Điều.37 của Luật cơ bản) là:
Bởi ân sủng của Thiên Chúa, Chúng tôi, NN, Hoàng đế và Đấng chuyên quyền của toàn nước Nga, Moskva, Kiev, Vladimir, Novgorod; Sa hoàng của Kazan, Sa hoàng của Astrakhan, Sa hoàng của Ba Lan, Sa hoàng của Siberia, Sa hoàng của Chersonese Tavria, Sa hoàng của Gruzia; Chúa tể của Pskov và Đại hoàng tử Smolensk, Litva, Volyn, Podolia, Phần Lan; Hoàng tử Estlandia, Liflandia, Kurlandia, Semigalia, Samogitia, Belostok, Karelia, Tver, đất Yugorsky, Perm, Vyatka, Bolgar và những vùng đất khác; Chúa tể và Đại hoàng tử của Nizhny Novgorod, Chernigov, Ryazan, Polotsk, Rostov, Yaroslavl, Belozersk, Udorsky Land, Obdorsk, Kondia, Vitebsk, Mstislav, và tất cả các nước phương Bắc; Chúa tể và Đại hoàng tử của Iberia, Kartli, và Kabardia và các tỉnh Armenia;  Các hoàng tử Cherkasy và Miền  cũng như các Chủ quyền và Người sở hữu cha truyền con nối khác; Chúa tể của Turkestan; Người thừa kế của Na Uy; Công tước Schleswig-Holstein, Stormarn, Dithmarschen, và Oldenburg, và những vùng đất khác, và những vùng đất khác, và những vùng đất khác.— Божіею поспѣшествующею милостію, Мы, NN, Императоръ и Самодержецъ Всероссійскій, Московскій, Кіевскій, Владимірскій, Новгородскій; Царь Казанскій, Царь Астраханскій, Царь Польскій, Царь Сибирскій, Царь Херсониса Таврическаго, Царь Грузинскій; Государь Псковскій и Великій Князь Смоленскій, Литовскій, Волынскій, Подольскій и Финляндскій; Князь Эстляндскій, Лифляндскій, Курляндскій и Семигальскій, Самогитскій, Бѣлостокскій, Корельскій, Тверскій, Югорскій, Пермскій, Вятскій, Болгарскій и иныхъ; Государь и Великій Князь Новагорода низовскія земли, Черниговскій, Рязанскій, Полотскій, Ростовскій, Ярославскій, Бѣлозерскій, Удорскій, Обдорскій, Кондійскій, Витебскій, Мстиславскій и всея сѣверныя страны; Повелитель и Государь Иверскія, Карталинскія и Кабардинскія земли и области Арменскія; Черкасскихъ и Горскихъ князей и иныхъ наслѣдный Государь и Обладатель; Государь Туркестанскій, Наслѣдникъ Норвежскій, Герцогъ Шлезвигъ-Голстинскій, Стормарнскій, Дитмарсенскій и Ольденбургскій, и прочая, и прочая, и прочая.

## Danh sách các hoàng đế Nga
| Tên                                                    | Tuổi thọ                                         | Bắt đầu trị vì                                             | Kết thúc trị vì                                            | Ghi chú | Dòng dõi                 | Hình |
| ------------------------------------------------------ | ------------------------------------------------ | ---------------------------------------------------------- | ---------------------------------------------------------- | --- | ------------------------ | ---- |
| Pyotr I - Пётр Вели́кий Pyotr Đại đế                    | 9 tháng 5 năm 1672 – 8 tháng 2 năm 1725          | Sa hoàng: 2 tháng 5 năm 1682 Hoàng đế: 2 tháng 12 năm 1721 | Sa hoàng: 2 tháng 12 năm 1721 Hoàng đế: 8 tháng 2 năm 1725 | Aleksei của Nga và Natalya Naryshkina Em trai của Sophia Alekseyevna, Feodor III và Ivan V Ông đã cai trị chung với Ivan V Được coi là một trong những quốc vương Nga vĩ đại nhất | Romanov                  |      |
| Yekaterina I - Екатери́на I Алексе́евна                  | 15 tháng 4 năm 1684 – 17 tháng 5 năm 1727        | 8 tháng 2 năm 1725                                         | 17 tháng 5 năm 1727                                        | Vợ của Pyotr I | Skowroński               |      |
| Pyotr II - Пётр II Алексеевич                          | 23 tháng 10 năm 1715 – 30 tháng 1 năm 1730       | 18 tháng 5 năm 1727                                        | 30 tháng 1 năm 1730                                        | Cháu trai của Pyotr I qua vụ sát hại Tsesarevich Alexei. Cuối dòng Romanov nam trực tiếp.                                                                                         | Romanov                  |      |
| Anna - Анна Иоанновна                                  | 7 tháng 2 năm 1693 – 28 tháng 10 năm 1740        | 13 tháng 2 năm 1730                                        | 28 tháng 10 năm 1740                                       | Con gái của Ivan V | Romanov                  |      |
| Anna Leopoldovna (làm Nhiếp chính) - А́нна Леопо́льдовна | 18 tháng 12 năm 1718 – 19 tháng 3 năm 1746)      | 28 tháng 10 năm 1740                                       | 6 tháng 12 năm 1741                                        | Nhiếp chính cho con trai Ivan VI của cô - Do hoàng hậu Elizabeth và Imprisoned | Brunswick-Bevern         |      |
| Ivan VI - Иван VI                                      | 23 tháng 8 năm 1740 – 16 tháng 7 năm 1764        | 28 tháng 10 năm 1740                                       | 6 tháng 12 năm 1741                                        | Cháu trai của Ivan V - Bị coi là em bé, bị cầm tù và sau đó bị sát hại | Brunswick-Bevern         |      |
| Elizaveta - Елизаве́та                                  | 29 tháng 12 năm 1709 – 5 tháng 1 năm 1762        | 6 tháng 12 năm 1741                                        | 5 tháng 1 năm 1762                                         | Con gái của Pyotr I và Yekaterina I, chiếm đoạt ngai vàng. | Romanov                  |      |
| Pyotr III - Пётр III Фëдорович                         | 21 tháng 2 năm 1728 – 17 tháng 7 năm 1762        | 9 tháng 1 năm 1762                                         | 9 tháng 7 năm 1762                                         | Cháu trai của Pyotr I cháu trai của Elizaveta Giết người | Holstein-Gottorp-Romanov |      |
| Ekaterina II - Екатерина Алексеевна Ekaterina Đại đế   | 2 tháng 5 năm 1729 – 17 tháng 11 năm 1796        | 9 tháng 7 năm 1762                                         | 17 tháng 11 năm 1796                                       | Vợ của Pyotr III, người mà cô đã giết. | Ascania                  |      |
| Pavel I - Па́вел I Петро́вич                             | 1 tháng 10 năm 1754 – 23 tháng 3 năm 1801        | 17 tháng 11 năm 1796                                       | 23 tháng 3 năm 1801                                        | Con trai của Pyotr III và Ekaterina II Bị ám sát | Holstein-Gottorp-Romanov |      |
| Aleksandr I - Александр Павлович                       | 23 tháng 12 năm 1777 – 1 tháng 12 năm 1825       | 23 tháng 3 năm 1801                                        | 1 tháng 12 năm 1825                                        | Con của Pavel I và Sophie Dorothee xứ Württemberg Vua Romanov đầu tiên của Ba Lan và Hoàng tử Phần Lan                                                                            | Holstein-Gottorp-Romanov |      |
| Nikolai I - Николай I Павлович                         | 6 tháng 7 năm 1796 – 2 tháng 3 năm 1855          | 1 tháng 12 năm 1825                                        | 2 tháng 3 năm 1855                                         | Con trai của Pavel I và Sophie Dorothee xứ Württemberg Em trai của Aleksandr I và Constantine Pavlovich                                                                           | Holstein-Gottorp-Romanov |      |
| Aleksandr II - Алекса́ндр II Никола́евич                 | 29 tháng 4 năm 1818 – 13 tháng 3 năm 1881        | 2 tháng 3 năm 1855                                         | 15 tháng 3 năm 1881                                        | Con trai của Nikolai I và Charlotte Wilhelmine của Phổ Cháu trai của Aleksandr I Bị ám sát                                                                                        | Holstein-Gottorp-Romanov |      |
| Aleksandr III - Алекса́ндр III                          | 10 tháng 3 năm 1845 – 1 tháng 11 năm 1894        | 13 tháng 3 năm 1881                                        | 1 tháng 11 năm 1894                                        | Con trai của Aleksandr II và Marie xứ Hessen và Rhein | Holstein-Gottorp-Romanov |      |
| Nikolai II - Николай II                                | 18 tháng 5 năm 1868 (N.S.) – 17 tháng 7 năm 1918 | 1 tháng 11 năm 1894                                        | 15 tháng 3 năm 1917 lịch mới. (2 tháng 3 lịch cũ.)         | Con trai của Aleksandr III và Dagmar của Đan Mạch Đã bị ngai vàng trong Cách mạng tháng hai Hành quyết bởi Bolshevik                                                              | Holstein-Gottorp-Romanov |      |

Nikolai II thoái vị ủng hộ anh trai mình, Công tước Đại tá Michael Alexandrovich, nhưng ngày hôm sau, sau một triều đại danh nghĩa chỉ 18 giờ, "Hoàng đế Michael II" từ chối quyền lực, chấm dứt cai trị vĩnh cửu ở Nga mãi mãi.

## Lịch sử

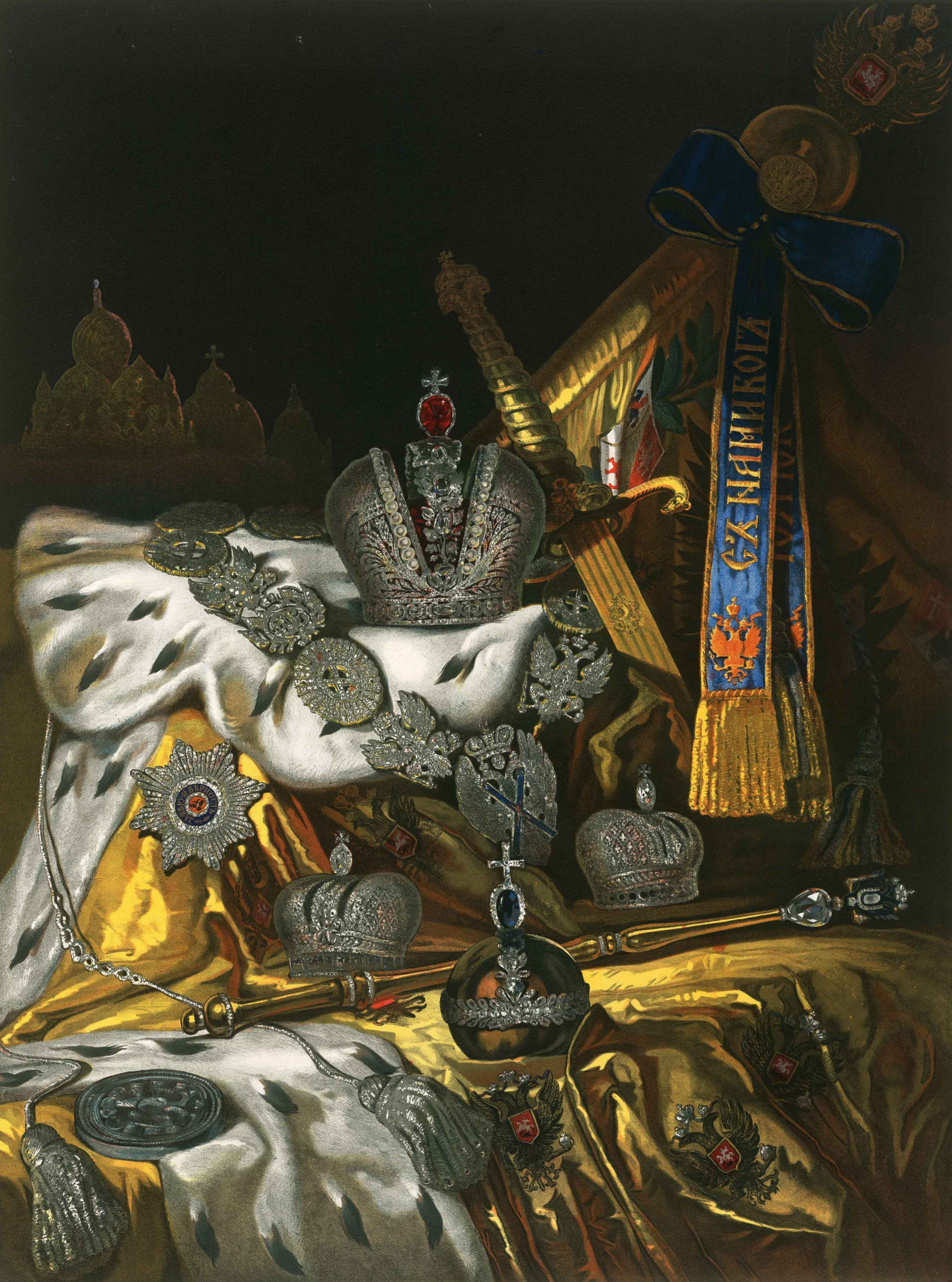
Regalia của Hoàng đế

Danh hiệu Hoàng đế của tất cả Nga đã được giới thiệu với Pyotr Đại đếư. Sau chiến thắng tại Đại Chiến Bắc Âu và ký Hòa ước Nystad, vào tháng 9 năm 1721, thượng viện và thượng hội đồng thánh nhất đã quyết định trao giải Pyotr với danh hiệu Hoàng đế toàn Nga với tuyên bố sau: "theo cách thức của thượng viện Roma cho người cao quý nguyên nhân của các hoàng đế công khai danh hiệu đó như là một món quà và tượng trưng cho các thế hệ đời đời được ghi".
Vào ngày 20 tháng 10 này, sau khi tham khảo ý kiến của Thượng viện cùng với Thượng hội đồng đã chấp nhận ý định này, với sự uy nghiêm của anh ấy, để làm chứng cho lòng biết ơn đúng đắn về ân sủng và gia trưởng và nỗ lực của anh ấy vì lợi ích của nhà nước. thời gian cầm quyền vinh quang của ông và đặc biệt là trong Chiến tranh Thụy Điển vừa qua, được tuyên bố là biểu hiện và nhà nước toàn Nga trong một gia tài mạnh mẽ và tốt đẹp như vậy, và người dân của ông đã phải chịu sự nổi tiếng như vậy trên toàn thế giới thông qua sự lãnh đạo độc nhất của ông, vì điều đó Tất cả đều được biết đến, theo tên của tất cả người dân Nga để hỏi, nên ân cần chấp nhận, theo gương của những người khác, từ danh hiệu của họ: Cha của Tổ quốc, Hoàng đế của toàn nước Nga, Peter Đại đế ...
— Luật pháp của Đế quốc Nga nói chung. Vol.VI. No.3840
Vào ngày 2 tháng 11 năm 1721, Pyotr I đã chấp nhận tước hiệu này. Cộng hòa Hà Lan và Vương quốc Phổ ngay lập tức nhận danh hiệu mới của Sa hoàng Nga, tiếp theo là Vương quốc Thụy Điển năm 1723, Đế quốc Ottoman năm 1739, Đế quốc Anh và Áo vào năm 1742, Pháp và Tây Ban Nha năm 1745 và cuối cùng là Liên bang Ba Lan và Lietuva năm 1764. Kể từ đó, Nhà nước Nga được gọi là Đế quốc Nga.
Vào ngày 16 tháng 2 năm 1722, Pyotr I đã ban hành Nghị định kế thừa, theo đó ông đã bãi bỏ phong tục cũ để truyền ngôi cho những hậu duệ trực tiếp trong phái nam, nhưng cho phép bổ nhiệm một người thừa kế thông qua bất kỳ người nào, theo ý muốn của sa hoàng.

## Lễ đăng quang
Đăng quang trong đế quốc Nga tham gia một buổi lễ tôn giáo phát triển cao, trong đó Hoàng đế đã được trao vương miện và đầu tư với y phục, sau đó xức dầu với dầu thánh và chính thức ban phước bởi các nhà thờ để bắt đầu triều đại của ông. Mặc dù các nhà lãnh đạo của Đại công quốc Muscovy đã được trao vương miện trước triều đại Ivan III, các nghi lễ đăng quang của họ đã thừa nhận những tàn bạo của Byzantine do ảnh hưởng của vợ của Ivan, Sophia Paleologue, và tham vọng hoàng gia của cháu trai ông Ivan IV. Lễ đăng quang hiện đại, giới thiệu các yếu tố "phong cách châu Âu", thay thế cho lễ "vương miện" trước đó và lần đầu tiên được sử dụng cho Yekaterina I vào năm 1724. Vì người Nga đã tuyên bố là " Rôma thứ ba " và thay thế Byzantium là nhà nước Kitô giáo đích thực, nghi lễ Nga được thiết kế để liên kết các nhà cầm quyền và đặc quyền của họ với những người được gọi là "Rôma thứ hai" (Constantinople).
Trong khi nhiều tháng hoặc thậm chí nhiều năm có thể vượt qua giữa sự gia nhập ban đầu của chủ quyền và việc thực hiện nghi lễ này, nhà thờ chính sách cho rằng quốc vương phải được xức dầu và đăng quang theo nghi thức Chính Thống để có một nhiệm kỳ thành công. Khi nhà thờ và tiểu bang về cơ bản là một trong Hoàng gia Nga, dịch vụ này đã đầu tư vào các Sa hoàng với tính hợp pháp chính trị; tuy nhiên, đây không phải là ý định duy nhất của nó. Nó cũng được coi như là một lợi ích tinh thần đích thực mà thần bí đã có chủ quyền với các chủ thể, ban cho quyền lực thiêng liêng khi người cai trị mới. Như vậy, nó tương tự như mục đích của các nghi lễ đăng quang châu Âu khác từ thời trung cổ.
Ngay cả khi thủ đô được đặt tại Sankt Peterburg (1713–1728, 1732–1917), lễ đăng quang của Nga luôn được tổ chức tại Moskva tại Nhà thờ Dormition ở Kremlin Moskva. Dịch vụ đăng quang cuối cùng ở Nga được tổ chức vào ngày 26 tháng 5 năm 1896 cho Nikolai II và vợ của ông là Aleksandra Feodorovna, người sẽ là Sa hoàng cuối cùng và Hoàng đế Nga. Hoàng đế Nga đã sống sót sau cuộc Cách mạng Nga và thời kỳ cộng sản, và hiện đang được trưng bày tại một bảo tàng ở Kremlin Armory.